# Fusiturricula humerosa
Fusiturricula humerosa is een slakkensoort uit de familie van de Drilliidae. De wetenschappelijke naam van de soort is voor het eerst geldig gepubliceerd in 1873 door Gabb.